# 5676 (année hébraïque)
5676 (hébreu : ה'תרע"ו , abbr. : תרע"ו) est une année hébraïque qui a commencé à la veille au soir du 9 septembre 1915 et s'est finie le 27 septembre 1916. Cette année a compté 385 jours. Ce fut une année embolismique dans le cycle métonique, avec deux mois de Adar - Adar I et Adar II. Ce fut la sixième année depuis la dernière année de chemitta.

## Calendrier
Ce calendrier hébraïque de l'année 5676 donne les correspondances avec les dates du calendrier grégorien.
Le premier nombre dans chaque case correspond au jour du mois hébraïque. Les jours en couleurs sont des jours remarquables juifs .
| ◄◄ | 5676 | ►► |

## Naissances
- Gideon Hausner
- Ethel Rosenberg

## Décès
- Solomon Schechter
- Cholem Aleikhem

5671 - 5672 - 5673 - 5674 - 5675 - 5676 - 5677 - 5678 - 5679 - 5680 - 5681